# Phyllonorycter nivalis
Phyllonorycter nivalis är en fjärilsart som beskrevs av Gerfried Deschka 1986. Phyllonorycter nivalis ingår i släktet guldmalar, och familjen styltmalar.
Artens utbredningsområde är Turkiet. Inga underarter finns listade i Catalogue of Life.